# Głowa państwa
Głowa państwa – jednoosobowy lub kolegialny organ reprezentujący suwerenność państwa. Jest najwyższym przedstawicielem państwa, wypełniającym należne mu z tego tytułu obowiązki protokolarne i reprezentacyjne. W zależności od kształtu ustroju państwa przysługuje mu również określona władza państwowa. Jest to zazwyczaj organ prosty, centralny, naczelny, kadencyjny, samodzielny, konstytucyjny, najczęściej nieposiadający charakteru przedstawicielskiego (nie jest przedstawicielem narodu, ale państwa). Działa permanentnie i najczęściej zaliczany jest do władzy wykonawczej. Głową państwa jest najczęściej jedna osoba: monarcha lub prezydent. Głową państwa może być też w tym samym momencie większa liczba osób, skupionych np. w określonej radzie lub pełniących podobny urząd (diarchia).
Politolog Ryszard Herbut definiuje głowę państwa jako osobę, która ze względu na wykonywanie szeregu formalnych i niejednokrotnie ceremonialnych funkcji, stoi na czele państwa.
Z kolei według Michaiła Czudakowa głowa państwa to organ zajmujący najwyższą pozycję w systemie organów państwowych, najwyższy przedstawiciel państwa w stosunkach wewnętrznych i zewnętrznych oraz symbol jedności narodowej i państwowej.

## Geneza historyczna
W średniowieczu trudno mówić o głowie państwa. Zauważyć daje się ówczesny brak różnicy pomiędzy głową państwa a samym państwem, głównie w monarchii. Socjolog Max Weber wyróżniał dwa rodzaje legitymacji władców dawnych i obecnych:
- tradycjonalistyczna – oparta na tradycji, dawnym zwyczaju, konieczności kultywowania uświęconych obyczajów,
- religijna – rozumowanie przy pomocy analogii: tak jak Bóg rządzi wszechświatem, tak samo jego przedstawiciel na ziemi, czyli władca.

Święty Augustyn wskazywał na to, iż państwo ma być odpowiedzią na grzech ludzki. Władca kieruje państwem, ale człowiek ma takie państwo, na jakie sobie zasłużył. Tomasz z Akwinu był natomiast zdania, iż władcy można w pewnych okolicznościach się przeciwstawić. Jest to możliwe, gdy jest on tyranem, łamiącym prawo Boże. Drugi przypadek oporu to królobójstwo, gdy władza pochodzi z zamachu, morderstwa pełnoprawnego władcy. Zdaniem Akwinaty główne zadanie władcy to działanie dla dobra ogółu. Ale to władza duchowna interpretuje prawo Boże, więc władza świecka jest zależna od władzy duchownej. Dwie formuły zależności obu rodzajów: cezaropapizm (władca uznany za głowę Kościoła, wymieszanie dwóch struktur) oraz papocezaryzm (wszelka władza świecka poddana papieżowi, jako interpretatorowi prawa Bożego).
W XVIII wieku pojawił się tzw. absolutyzm oświecony. Władca był reformatorem, jak i „najwyższym sługą swego ludu”. Według Monteskiusza monarcha panuje, ale trzeba szczególnie zważać na to, aby nie stał się on despotą. W despocji władca nie jest zależny od praw, które sam wydał, jak i względów racjonalności. Z tego też powodu w krajach skandynawskich pojawiła się instytucja praw kardynalnych, zaadaptowana później w innych państwach.
W XIX wieku monarcha identyfikowany był z organem państwa, a już nie z samym państwem. Powodem tego było przede wszystkim uregulowanie tej kwestii w uchwalanych konstytucjach. W dokumentach tych władca, a później prezydent, przedstawiany jest najczęściej jako władza wykonawcza (lub jej element).

## Monarchia
Monarchia to forma państwa, w której głową państwa jest zazwyczaj dożywotni monarcha obejmujący swe funkcje z racji istnienia zasady dziedziczności tronu. Wyjątkiem jest elekcja. Politolog Konstanty Adam Wojtaszczyk wskazuje, iż monarchia jest formą rządów, w której reprezentantem władzy jest monarcha, król, cesarz, faraon, szach itd., który sprawuje swą władzę najczęściej dożywotnio samodzielnie lub wraz z innymi instytucjami.

### Typy monarchii
Ze względu na kryterium ustrojowej pozycji monarchy wyróżnić można trzy typy monarchii:
- monarchia absolutna,
- monarchia parlamentarna,
- monarchia konstytucyjna.

#### Współczesne monarchie absolutne
Współczesną monarchią absolutną jest Watykan. Jest to monarchia teokratyczna, absolutystyczna o charakterze patrymonialnym. Wybory (elekcja) władcy odbywają się w ramach konklawe (łac. cum clave – pod kluczem). Elektorami papieskimi są kardynałowie, ci którzy nie ukończyli w dniu wakansu papieskiego 80 roku życia. Jest ich ok. 120 (w ostatnim konklawe wzięło udział 117). Papieżem teoretycznie może zostać każdy ochrzczony mężczyzna.
W 1996 roku Jan Paweł II zniósł procedurę wyboru papieża przez aklamację lub kompromis (przez wykrzyczenie nazwiska kandydata lub wybór wąskiego grona wybierającego). Wprowadził także tzw. „świętą większość”, czyli 2/3 głosów, obowiązującą przez ok. 30 głosowań. Potem możliwa większość bezwzględna (Benedykt XVI w 2007 przywrócił poprzedni stan). W ciągu dnia w czasie trwania konklawe możliwe są 4 głosowania.
Papież jest:
- biskupem Rzymu,
- symbolicznym prymasem Włoch,
- suwerenem państwa-miasta watykańskiego,
- głową Kościoła powszechnego.

Monarchią absolutną jest także Arabia Saudyjska. Nie ma tam konstytucji pisanej, ustrój państwa opiera się na szariacie i kilku aktach prawnych – m.in. Dekrecie o utworzeniu królestwa Arabii Saudyjskiej z 1932 roku. Król powołuje rząd, na czele którego stoi. Jest dowódcą sił zbrojnych. Rząd przygotowuje projekty ustaw i na bieżąco administruje państwem. Przy królu funkcjonuje rada konsultacyjna – organ doradczy, który składa się głównie z męskich członków rodu królewskiego.

#### Współczesne monarchie konstytucyjne

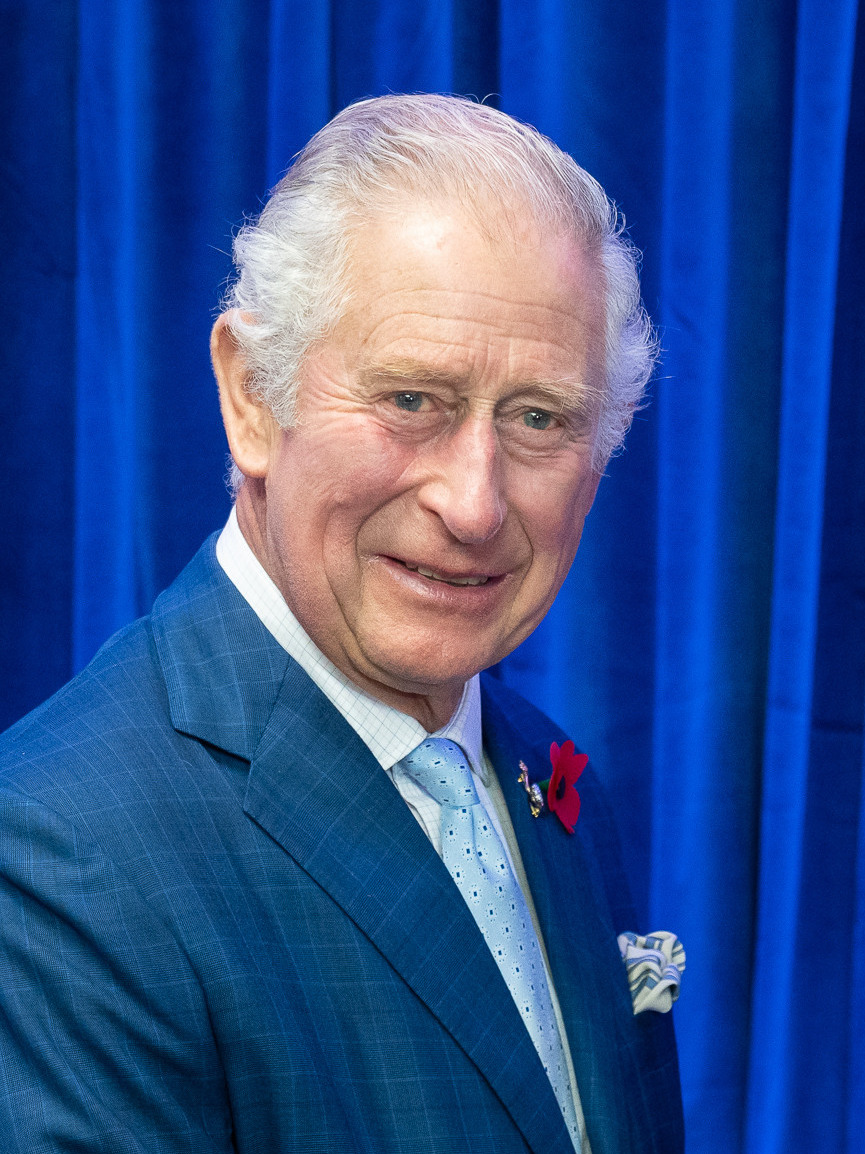
Król Karol III jest głową 14 różnych państw, wliczając w to Wielką Brytanię, Australię, Kanadę, Jamajkę i Nową Zelandię.

Monarchia konstytucyjna cechuje się tym, iż występują tam akty ustrojowe, które można nazwać konstytucjami. Wiążą one monarchę, ale przewidują też realny zakres władzy dla niego. Monarcha jest szefem władzy wykonawczej i ma realny wpływ na tworzenie prawa. Niektóre współczesne monarchie konstytucyjne to: Dania, Liechtenstein (niedawno książę Jan Adam II zwiększył zakres swych prerogatyw po przeprowadzeniu referendum w tej sprawie), Jordania, Kambodża (od 1993 roku), Kuwejt (w 1991 roku monarchia absolutna stała się konstytucyjną), Maroko („oświecony autorytaryzm królewski”), Malezja, Tajlandia. Monarchie tego typu stanowią największą część systemów monarchicznych.

#### Współczesne monarchie parlamentarne
Monarchia parlamentarna opiera się na porządku konstytucyjnym, ale cechą dominującą jest to, iż monarcha ma rolę symboliczną i ceremonialną. Rzeczywista władza należy do rządu kontrolowanego przez parlament. Taki kształt wywołała demokratyzacja, emancypowanie się parlamentów, zmiany w ramach egzekutywy. Król panuje, lecz nie rządzi. W związku z tym, iż władca „nie może czynić źle” i „nie może działać sam”, pojawiła się instytucja kontrasygnaty. W monarchii parlamentarnej król jest symbolem jedności państwa i narodu. Obecnie, pod względem układu naczelnych instytucji państwowych, trudno jest odróżnić monarchię parlamentarną od republiki ze słabym prezydentem.
Przykładowe współczesne monarchie parlamentarne:
- Wielka Brytania – państwo to nie posiada konstytucji pojmowanej jako jeden akt prawny. Pozycja ustrojowa władcy w dużym stopniu określana przez tradycję i zwyczaje. Monarcha nie ma znaczących uprawnień – desygnuje premiera, ale musi to być przywódca zwycięskiej partii. Trzy realne funkcje brytyjskiej głowy państwa: inspirowanie, przestrzeganie, wyrażanie opinii (podczas konsultacji z premierem, za zamkniętymi drzwiami).
- Hiszpania – władca czynnikiem integrującym. Było to do 1947 roku państwo nieokreślone, ponieważ w referendum zatwierdzono ustawę o sukcesji szefa państwa. W niej zagwarantowano sprawującemu rządy autorytarne Francisco Franco prawo wyznaczenia swego następcy, którym miał być książę mający minimum 30 lat. W 1969 roku Franco przedstawił parlamentowi Juana Carlosa de Bourbon – wnuka ostatniego króla. Zadeklarował on lojalność względem szefa państwa. W 1975 roku, po śmiercie El jefe, został intronizowany, ale problemem staje się jego namaszczenie przez dyktatora, z czym nie zgadzają się m.in. socjaliści. W 1981 roku król sprzeciwił się próbie wojskowego zamachu stanu. Wcześniej doprowadził do dymisji frankistowskiego premiera, a na jego miejsce powołał Adolfo Suáreza, który przeprowadził pierwsze demokratyczne reformy. W 1978 roku miało miejsce przyjęcie w drodze referendum demokratycznej konstytucji, której art. 56 ust. 1 stanowi, iż król sprawuje arbitraż ustrojowy i jest moderatorem funkcjonowania instytucji państwowych.
- Szwecja – o pozycji monarchy szwedzkiego decyduje Akt o formie rządu z 1974 roku. Formalnie jest on elementem władzy wykonawczej. Ustawy konstytucyjne unikają określenia „król”, zamiast tego pojawia się „Głowa Państwa”. Brak nawet mowy tronowej (tradycyjnego przemówienia monarchy przed rozpoczęciem kadencji parlamentu), wyznaczania szefa rządu (robi to przewodniczący Riksdagu). Król utracił również tytularne stanowisko szefa sił zbrojnych, a w latach 90. odebrano mu tytuł głowy szwedzkiego Kościoła luterańskiego. Może natomiast przewodniczyć Radzie Państwa, złożonej z władcy i ministrów. Rada jednak nie ma kompetencji do podejmowania wiążących decyzji. Premier musi informować monarchę o stanie państwa.

## Republikańskie głowy państwa

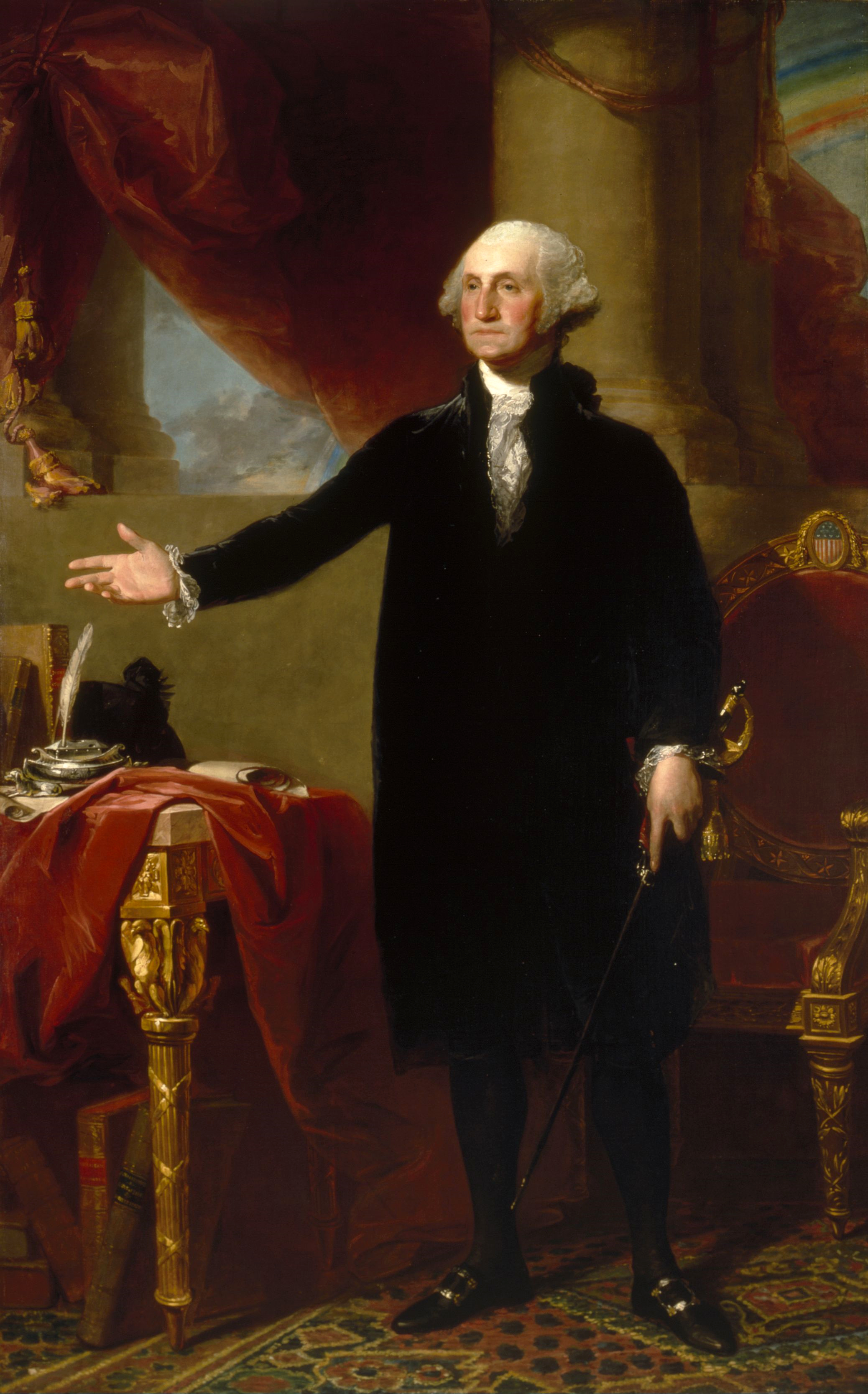
Jerzy Waszyngton, pierwszy prezydent USA, ustanowił model republikańskiej głowy państwa będącej egzekutywą.

Prezydent – osoba, która ze względu na wykonywanie szeregu formalnych, ceremonialnych i reprezentacyjnych funkcji stoi na czele państwa i jest on wybierany na określoną kadencję (do niedawna wyjątek – Turkmenistan). Ojczyzną instytucji prezydenta jest USA (instytucja prezydenta w konstytucji z 1787 roku), choć wcześniej w Wenecji dożywotni doża, a w Republice San Marino kapitanowie-regenci.

### Stany Zjednoczone
W USA odrzucono model metropolii brytyjskiej, choć początkowo pojawiały się propozycje koronowania Jerzego Waszyngtona. W czasach gdy państwo miało postać konfederacji, prezydent był przewodniczącym Kongresu. W Stanach Zjednoczonych egzekutywa jest monistyczna – nie ma tam gabinetu ministrów. Sekretarze są wysokiej rangi doradcami prezydenta, który jest głową państwa i rządu jednocześnie.
Legitymizacja prezydenta USA jest wzmocniona – wybory są powszechne, choć pośrednie. Prezydent stał się silną przeciwwagą dla parlamentu. Władze powinny się równoważyć (system tzw. check and balances – hamulców i równowagi), ale w praktyce prezydent wyrasta ponad resztę naczelnych organów państwa.
Pozycja ustrojowa obecnego prezydenta USA wywodzi się z XIX wieku – prezydent silny, „niekoronowany monarcha, sprawujący najpotężniejszy urząd świata”.

### Francja
III Republika Francuska (1871–1940) jest „ojczyzną” drugiego modelu prezydentury. W 1875 roku trzy ustawy konstytucyjne, gwarantujące prezydentowi pozycję dość silną, choć model w zamyśle tymczasowy. W tym czasie trwał spór o to, czy Francja ma być monarchią czy republiką. Druga opcja została zatwierdzona przewagą jednego głosu. W 1873 roku prezydentem został Patrice Mac-Mahon, który miał sprawować swój urząd przez kadencję trwającą 7 lat (rozwiązanie skopiowane w wielu innych krajach). W 1879 roku przegrał jednak z parlamentem walkę o kształt rządu, co zmusiło go do rezygnacji. Nowym prezydentem został Jules Grévy, który ogłosił, iż nie będzie wykorzystywał większości swoich uprawnień, a przede wszystkim rozwiązywał parlamentu (tzw. konstytucja Grévy’ego). Sprawiło to, iż pozycja prezydenta znacznie osłabła.
V Republika (od 1959 r.) wprowadziła system semiprezydencki. Stało się tak ze względu na autorytet, jakim cieszył się generał Charles de Gaulle.

## Pozycja ustrojowa i specyfika stanowiska prezydenta

### Wybory prezydenta
Legitymizacja wyboru głowy państwa to nie tylko prawomocność tego aktu, ale i przekazanie społeczeństwu, iż władza ma podstawy. Stąd ważne nie tylko prawo, ale i podstawy prawne. Konstytucjonalista Piotr Winczorek wskazuje na różne czynniki oparcia legitymizacji władzy:
- wyższy autorytet,
- odwieczność władzy,
- utylitaryzm, skuteczność władzy.

Stąd można wyróżnić trzy perspektywy legitymizacji głowy państwa:
- legitymizacja wyborcza – prezydent z wyborów powszechnych jest silniej legitymizowany niż ten z pośrednich. Wybory powszechne sprzyjają realizacji funkcji prezydenta. Ważna kwestia wymaganej większości – najczęściej bezwzględna, choć w Rosji, Bułgarii i Serbii musi być jeszcze min. 50% frekwencji. Najkorzystniejsza jest wygrana już w I turze wyborów, gdyż jeszcze silniej wzmocni legitymizację prezydenta.
- legitymizacja jako organu konstytucyjnego – pojawiała się m.in. w krajach realnego socjalizmu, przechodzących transformację ustrojową. Uznawano tam często, iż prezydent będzie czynnikiem stabilizującym w okresie niepokoju. W Polsce stwierdzono, iż będzie on „zaworem bezpieczeństwa” przed rozpasaniem parlamentu. Prezydent mógł go rozwiązać, jeżeli izba powzięła jakąś ustawę uniemożliwiającą głowie państwa sprawowanie jego funkcji.
- legitymizacja personalna – po pierwsze: legitymizacja poprzez układ polityczny. Np. w Polsce prezydentem została osoba (Wojciech Jaruzelski) na podstawie porozumienia pomiędzy dotychczasowym reżimem a opozycją („Wasz prezydent, nasz premier”). Bardzo podobnie w Bułgarii – prezydent Petyr Mładenow, ale tam legitymizacja bardzo krótka (kilka miesięcy). Po drugie legitymizacja opozycyjna: po przełomie głową państwa zostaje lider opozycji, np. Václav Havel (jedyny człowiek, który był prezydentem dwóch różnych państw – Czechosłowacji i Czech), Árpád Göncz (podobnie działacz opozycji węgierskiej), Ion Iliescu (prezydent Rumunii, lider opozycji, choć wcześniej aktywny działacz partii komunistycznej).

Dodatkowo możliwość zaistnienia legitymizacji aideologicznej – prezydenci często prezentują się jako technokraci, pozapartyjni, dopasowujący się do każdej sytuacji.
W Polsce podpisać się można na listach poparcia dla wielu kandydatów w wyborach prezydenckich (100 tys. wymaganych podpisów). W Rumunii można natomiast poprzeć tylko jedną osobę. We Francji obowiązkowa również kaucja – 10 tys. franków (ok. 6 tys. zł).

### Kadencja
Najczęściej spotykany wymiar – 5 lat, żeby była dłuższa od kadencji parlamentu (konieczność zachowania ciągłości władzy). Choć na Łotwie do końca lat 90. kadencja 3-letnia zarówno prezydenta, jak i parlamentu. W Rumunii po 4 lata, we Francji od 2002 roku kadencja po 5 lat.
Ograniczenie liczby kadencji – najczęściej tylko dwie. Przykładowo, w USA do 1951 roku kwestia ta regulowana była tylko przez tradycję (Waszyngton sprawował swój urząd tylko przez dwie kadencje). Później jednak weszła w życie poprawka do konstytucji ograniczająca liczbę kadencji do dwóch.

### Procedury wyborcze
Prezydent wybierany w wyborach bezpośrednich
     Prezydent wybierany przez parlament

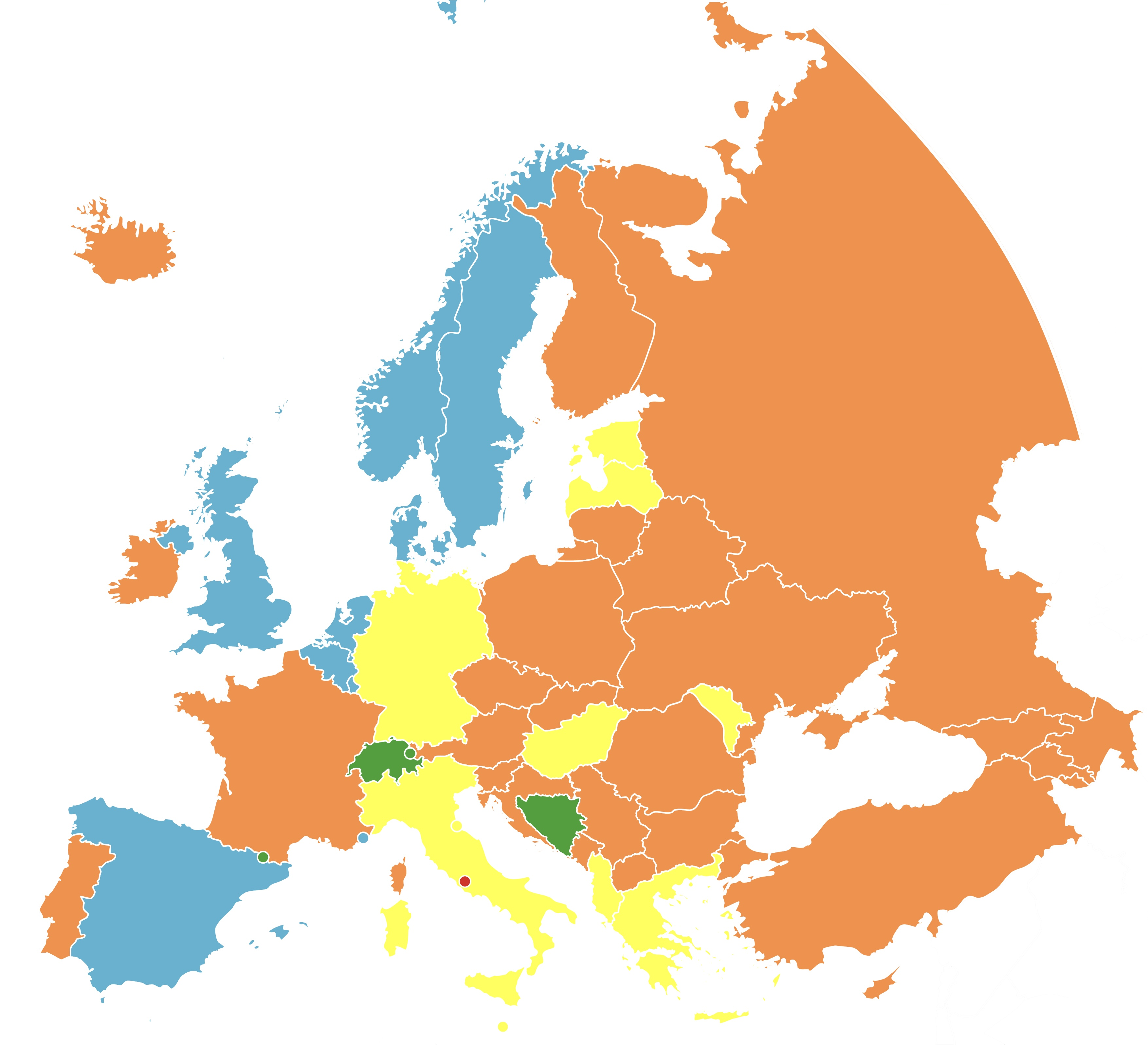
Sposób wyboru prezydenta w poszczególnych krajach Europy
Prezydent wybierany w wyborach bezpośrednich
Prezydent wybierany przez parlament

Wyróżnia się cztery procedury (sposoby) wyboru prezydenta:
- wybory powszechne – zdobyły sobie niezwykłą popularność w krajach przechodzących transformację ustrojową. Przykładowo w Bułgarii prezydentem na urząd może zostać wybrany każdy Bułgar z urodzenia, mający minimum 40 lat i zamieszkujący na terenie państwa od minimum 5 lat. W Polsce wymagane tylko obywatelstwo (może być naturalizowany) i ukończone co najmniej 35 lat. Kandydaturę na prezydenta Bułgarii zgłasza kierownictwo partii lub koalicji lub grupa przynajmniej 15 tys. wyborców. W wyborach konieczna jest frekwencja min. 50% dla ich ważności (podobnie w Rosji, Serbii i Ukrainie) oraz min. 50% głosów oddanych na jednego z kandydatów, by nie było II tury (przeprowadzanej w 14 dni po I). Oprócz prezydenta wybierany jest wiceprezydent (wyraźny wpływ amerykański). W Bułgarii parlament jest jednoizbowy, więc wiceprezydent nie ma zbyt dużej roli, choć prezydent może przekazać mu swoje uprawnienia na określony czas.
- wybory pośrednie (przeprowadzone przez kolegium elektorów) – społeczeństwo wybiera kolegium elektorów i dopiero to ciało wybiera prezydenta (np. Stany Zjednoczone, Argentyna).
- wybory przeprowadzane przez parlament – przykładem może być tutaj Grecja. Tam urząd prezydenta istnieje od 1971 roku, kiedy miało miejsce referendum. Kandydować może osoba posiadająca obywatelstwo greckie od min. 5 lat, pochodząca od matki Greczynki lub ojca Greka, mająca co najmniej 40 lat. Prezydenta wybiera parlament – Izba Deputowanych w trybie jawnym i imiennym. Wymagana większość głosów to 2/3 ogólnej liczby deputowanych. Jeżeli to się nie uda – po 5 dniach powtórne głosowanie, ale wymagana większość to już tylko 3/5 głosów. W wypadku niewybrania, następuje rozwiązanie izby i wybory, po których nowy parlament wybiera prezydenta większością 3/5 głosów, a w przypadku niepowodzenia – większością bezwzględną. Jeżeli i tym razem nie osiągnie się wymaganej większości, do wyborów przystępuje dwójka kandydatów z największą liczbą głosów i wygrywa ten, który dostanie ich więcej.
- wybory przeprowadzane przez poszerzony parlament – przykładem mogą być tutaj Włochy, gdzie prezydent wybierany jest przez specjalne ciało elektorskie. Kandydatem może zostać obywatel mający ukończone 50 lat (najwyższy znany cenzus wiekowy). Najmłodszy prezydent Włoch miał 56 lat, a najstarszy – 81. Obecny – Sergio Mattarella miał 74 lata w momencie wyboru. Ciało elektorskie składa się z deputowanych, senatorów (każdy były prezydent zostaje dożywotnio senatorem, a każdy prezydent w trakcie swej kadencji może powołać do 5 dożywotnich senatorów) oraz z przedstawicieli regionów (po 3 z 19 regionów i 1 z Valle d’Aosta; przynajmniej jeden z reprezentantów regionów musi być z opozycji). Wyboru dokonuje się większością 2/3 głosów, spośród kandydatów zgłoszonych przez co najmniej 50 elektorów. W kolejnych turach nie ma obowiązku wycofywania się kandydatów z najmniejszą liczbą głosów. Po trzech zakończonych niepowodzeniem próbach obowiązuje jednak już tylko większość bezwzględna i głosuje się do skutku.

### Funkcje prezydenta
Funkcje pełnione przez prezydenta podzielić można na formalne i nieformalne. Funkcje nieformalne to te, które bazują na autorytecie urzędu głowy państwa i jego cechach osobowościowych go sprawującego. Funkcje formalne to m.in.:
- strażnik konstytucji – w Polsce taki przepis w konstytucji. Prezydent ma prawo inicjowania kontroli konstytucyjności przed trybunałami. W Polsce w trybie prewencyjnym (tj. zgłoszenie do Trybunału Konstytucyjnego ustawy lub umowy międzynarodowej przed jej podpisaniem),
- udział w procesie tworzenia konstytucji – prezydent może zainicjować zmiany w konstytucji, jeżeli zauważy, iż nie przystaje ona do rzeczywistości.
- „wielki nauczyciel” – prezydent promuje wiedzę o państwie pośród obywateli. Aleksander Kwaśniewski rozesłał 14 mln egzemplarzy nowo uchwalonej konstytucji do polskich rodzin. W USA prezydent odnosi się do zasad konstytucji w swych przemówieniach i orędziach.
- strażnik bezpieczeństwa państwa – w konstytucjach symboliczny lub rzeczywisty zwierzchnik sił zbrojnych. W zakresie głowy państwa leżą także kompetencje nominacyjne w siłach zbrojnych i wprowadzanie stanów nadzwyczajnych oraz podpisywanie umów międzynarodowych o charakterze wojskowym.
- arbitraż – przepis o tym występuje m.in. w konstytucji Francji i Rumunii. Prezydent nie angażuje się w kierowanie państwem, ale wkracza, gdy zakłócane są pewne mechanizmy. Arbitraż formalny – prezydent używa praw zagwarantowanych konstytucyjnie (np. weto, rozpisanie referendum). Arbitraż społeczno-polityczny – nie odwołuje się do przepisów prawnych, ale pewnej praktyki (gdy w konflikt popadają partie polityczne).

## Modele prezydentury
Model prezydentury to zespół unormowań konstytucyjnych określających rolę, zadania i kompetencje głowy państwa oraz rzeczywisty sposób ich wykonywania przez prezydenta. Wyróżnić można kilka klasyfikacji modeli prezydentury. Np.: model deklarowany (przepisy w konstytucji) i rzeczywisty (realizowanie lub nie w praktyce). Inna klasyfikacja:
- prezydentura jednoosobowa – najczęściej spotykana,
- prezydentura kolegialna – o wyborze takiego rozwiązania decydują względy funkcjonalne, np. państwo złożone, wieloetniczne, także ze względów ideologiczno-politycznych, np. państwo realnego socjalizmu. Przykładem może tutaj być Bośnia i Hercegowina. Od 1995 roku głową państwa są trzy osoby, reprezentanci różnych narodowości: Boszniak, Chorwat, Serb. Wybory są powszechne, ale każdą z osób wybiera się w innej części państwa. Kadencja wynosi 4 lata. Nieco inna sytuacja w San Marino – tam dwóch kapitanów-regentów. Tymczasem w Szwajcarii funkcjonuje 7-osobowa Rada Państwa, uważana za rząd i kolegialną głowę państwa. Pomimo tego wybierany jest przewodniczący Rady, Prezydent Konfederacji. Ma on jednak funkcje ceremonialne i reprezentacyjne, będąc jednocześnie szefem rządu. Wybierany jest co roku rotacyjnie ze składu Rady, na zasadzie starszeństwa. W socjalizmie – konstytucja stalinowska ZSRR z 1936 roku wykreowała kolegialną głowę państwa – Prezydium parlamentu. Podobnie było w Rumunii i Bułgarii. W Polsce, NRD i na Węgrzech Rada Państwa. Głowa państwa była emanacją parlamentu, wywodziła się z grona parlamentarzystów i odpowiadała przed izbą. Trwała tak długo, jak trwała kadencja parlamentu. Wchodziła w jego kompetencje, gdy miał on przerwę pomiędzy sesjami. Rady Państwa były zwierzchnikami systemów Rad Narodowych.

Inne wyróżnienie:
- prezydentura władcza – prezydent głównym ośrodkiem dyspozycji w państwie. Wyznacza kierunek polityki i bierze udział w jej sprawowaniu. Jest szefem rządu lub przynajmniej dualistycznej egzekutywy. Taki prezydent zazwyczaj wybierany w wyborach powszechnych. Zarówno panuje, jak i rządzi. Taki model w USA i Francji.
- prezydentura neutralno-symboliczna – prezydent posiada uprawnienia wyłącznie ceremonialne, nie dzierży realnej władzy. Taki model m.in. w Niemczech i Izraelu.
- prezydentura arbitrażowa – łącząca elementy dwóch poprzednich. Prezydent ma być elementem ponadpartyjnym, rozstrzygającym spory pomiędzy ugrupowaniami politycznymi.

## Stosunki głowy państwa z legislatywą i egzekutywą
Występują trzy modele stosunków parlament – głowa państwa:
- przewaga parlamentu – w latach 90. w państwach europejskich dostrzec można tendencję do racjonalizacji, przejawiającej się uniezależnianiem głowy państwa od omnipotencji parlamentu. We Francji po Grévy’m parlament mógł właściwie odwołać prezydenta w każdym momencie. Natomiast w realnym socjalizmie głowa państwa z definicji musiała być podporządkowana paramentowi. Oprócz tego, po II wojnie światowej w Republice Włoskiej formalny brak odpowiedzialności politycznej prezydenta, ale w rzeczywistości był on „zakładnikiem” parlamentu. Do lat 90. był on postacią słabą, później nastąpiło wzmocnienie jego pozycji.
- równowaga – system rządów umiarkowanych. Do 1999 r. był przepis w konstytucji Słowacji, iż jeśli parlament nie godzi się z polityką prezydenta, może odwołać go większością 3/5 głosów. Później jednak wprowadzono możliwość zarządzenia przez izbę przeprowadzenia referendum na ten temat. Jeżeli jednak naród nie zgodzi się z twierdzeniem parlamentu, iż prezydenta należy odwołać – dochodzi do przedterminowych wyborów parlamentarnych.
- przewaga prezydenta – mechanizmy ustrojowe mogą „rzucić parlament na kolana”. Przykładem może być Rosja. Tam prezydent jest szefem egzekutywy, rząd nie musi mieć zaufania Dumy. Prezydent posiada całkowitą swobodę w obsadzaniu stanowisk szefów MSZ, ministerstwa Obrony Narodowej i Bezpieczeństwa Wewnętrznego. Wobec rządu parlament może wystosować co prawda wotum nieufności, ale prezydent nie musi go przyjąć. Jeżeli Duma trzykrotnie odrzuci zaproponowanego jej prezydenckiego kandydata na premiera, wówczas głowa państwa może rozwiązać parlament (kandydatem za każdym razem może być ta sama osoba). Prezydent powołuje także gubernatorów podmiotów federacji, a zatwierdzają ich miejscowe parlamenty (przedtem byli wybierani w tych podmiotach). Podobny model na Białorusi. Tam opozycja nie ma ani jednego mandatu w parlamencie. Przez długi czas model przewagi prezydenta również na Ukrainie. Po reformie konstytucyjnej – zmierzanie do modelu równowagi.

Względem parlamentu prezydent posiada kompetencje inspirujące (np. orędzie – na Słowacji jest to sprawozdanie o stanie państwa) oraz hamujące (najczęściej jest to weto ustawodawcze).
W przypadku rządów w systemach prezydenckich i semiprezydenckich, prezydent stoi na czele rządu, ale w systemach parlamentarno-gabinetowych nie można go uznać za osobę pełniącą funkcje decyzyjne w egzekutywie. Tam prezydent inspiruje, doradza, ostrzega itp. Czasem rola prezydenta w systemach parlamentarno-gabinetowych wiąże się z przewodzeniem przez niego obradom rządu. W Polsce jest to tzw. Rada Gabinetowa.
Innym mechanizmem oddziaływania mogą być konsultacje głowy państwa z premierem. Często są one niesformalizowane.
Ważną kwestią pozostaje to, czy prezydent dysponuje możliwościami „destrukcyjnymi” wobec rządu, czy może odwołać go w dowolnym momencie. We Francji nie może uczynić tego bez zgody parlamentu, natomiast w Rosji zmiany ministrów może dokonywać dowolnie. W Bułgarii prezydent desygnuje kandydata na premiera w oparciu o wniosek zgłoszony mu przez najsilniejszą frakcję w parlamencie. Jeżeli go nie otrzyma, wówczas druga co do wielkości frakcja wystosowuje taki wniosek. Jeżeli i to nie nastąpi – wówczas decyduje sam.
Najmniej problemów występuje, jeśli chodzi o współpracę z egzekutywą w systemach prezydenckich. W USA sekretarze są tylko wysokimi doradcami prezydenta. Gorzej, gdy egzekutywa jest dwuczłonowa, a premier i prezydent pochodzą z przeciwnych obozów politycznych – wówczas ma miejsce tzw. kohabitacja.

## Formy przywództwa głowy państwa
Przywództwo to dowodzenie, kierowanie; przywódcą jest ktoś, kto potrafi mobilizować ludzi i zasoby w celu realizacji jakichś wyznaczonych przez siebie celów. Przywództwo ma charakter nieprzymusowy. Przywódca używa np. pochwał, perswazji, składa obietnice czy wystosowuje propozycje programowe. W sprawowaniu władzy występuje natomiast przymus. W latach 80. Lech Wałęsa był przywódcą, pomimo że nie posiadał formalnej władzy, a Wojciech Jaruzelski sprawował władzę, ale nie był przywódcą. Przywództwo głowy państwa jest legitymizowane przez suwerena. W Polsce prezydent posiada wystarczające podstawy konstytucyjne, by być przywódcą:
- wybory powszechne – silna legitymizacja,
- autorytet osoby prezydenta,
- styl prezydentury (przywódca, gdy zdoła zjednać sobie szerokie rzesze społeczne).

Trzy rodzaje przywództwa głowy państwa:
- w ramach egzekutywy (Francja, Rosja),
- prezydent jako przywódca narodu (autentyczny lider społeczny – Juan Perón),
- prezydent jako przywódca obozu politycznego lub partii.

## Odpowiedzialność prezydenta
Rodzaje:
- Odpowiedzialność wyborcza – prezydenta rozlicza naród, a w sposób pośredni – parlament, tam gdzie jest przez niego wybierany. Taka odpowiedzialność pojawia się przede wszystkim tam, gdzie jest możliwa reelekcja.
- Odpowiedzialność konstytucyjna – tzw. plebiscytarna, parlament oskarżycielem, który rozpisuje referendum. Taki mechanizm w Republice Weimarskiej i do 1999 r. na Słowacji.
- Odpowiedzialność na wniosek prezydenta – prezydent stawia kwestię swego odejścia pod referendum. Tak zrobił np. Charles de Gaulle.
- „In Via Diffusa” – przed opinią publiczną. Ustąpienie na skutek krytyki i sondaży.
- Odpowiedzialność prawno-konstytucyjna – za zdradę stanu i przestępstwo pospolite. W Polsce tylko Zgromadzenie Narodowe może postawić prezydenta w stan oskarżenia. Wniosek o to może wnieść grupa min. 140 jego członków.